# Rhytidiopsis robusta
Rhytidiopsis robusta är en bladmossart som beskrevs av Brotherus 1908. Rhytidiopsis robusta ingår i släktet Rhytidiopsis och familjen Hylocomiaceae. Inga underarter finns listade i Catalogue of Life.

## Bildgalleri

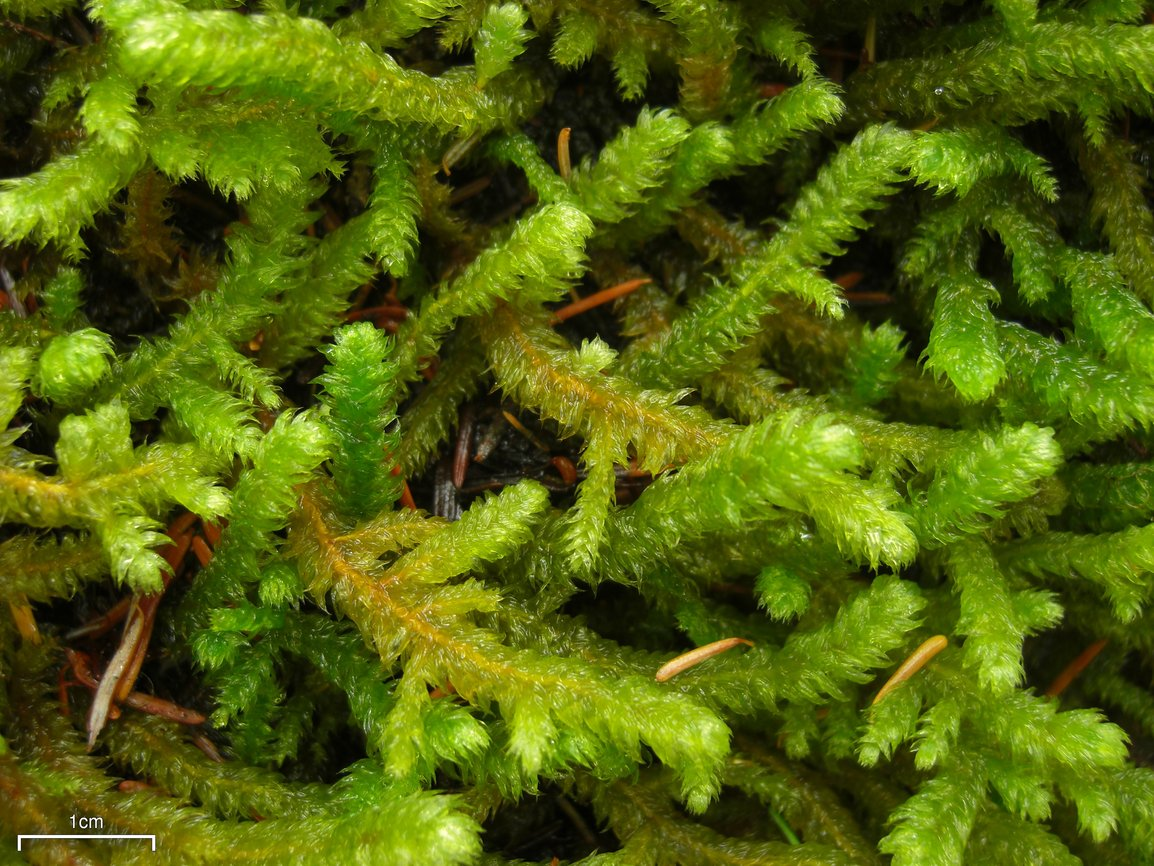